# Écriture du berbère
 (avril 2022).
- Si vous ne connaissez pas le sujet, laissez ce bandeau (vous pouvez alors contacter les auteurs).
- Si vous supprimez le contenu mis en cause (vous pouvez préalablement contacter les auteurs),

argumentez précisément cette suppression dans la page de discussion
(un manque de référence n'est pas un argument ; une recherche réelle de référence doit avoir été effectuée, être formellement documentée).
 (janvier 2022).
Si vous disposez d'ouvrages ou d'articles de référence ou si vous connaissez des sites web de qualité traitant du thème abordé ici, merci de compléter l'article en donnant les références utiles à sa vérifiabilité et en les liant à la section « Notes et références ».
Durant des siècles, le tamazight s'écrit avec de nombreux alphabets, malgré la faible tradition écrite et le manque d'intérêt des Berbères à transcrire leur langue.

## La Langue berbère
Le berbère a sûrement des origines diverses, mais la langue aurait pu être apportée par les Capsiens, eux-mêmes pourraient être d'origine d'Égypte ou du Proche-orient. Ils se sont installés dans les Aurès, le Constantinois et le Sud-ouest tunisien (soit le cœur de la Numidie historique). Arrivés sur place, ils se sont mélangés avec les Ibéromaurusiens qui se sont installés sur les côtes méditerranéennes et atlantiques, le mélange des deux civilisations à la toute fin de la Préhistoire, et l'arrivée des Fermiers d'Anatolie vers 4000 av. J-C ont été les (principaux) facteurs de l'émergence et la création du proto-berbère ou libyque. C'est une hypothèse, certes, mais cela pourrait expliquer le rapprochement phonologique, sociologique et lexical entre le berbère et les Berbères avec les langues sémitiques et les sémites.
 Vers le XIIe siècle av. J-C, les Berbères sont entrés en contact avec les Phéniciens, qui ont apporté avec eux une version de l'écriture révolutionnaire, l'alphabet, ou plus précisément l'abjad. Petit à petit, le phénicien s'est imposé au détriment du berbère dans les élites lettrées et les plus hautes sphères de la société. C'est la langue avec laquelle on bat les monnaies et l'on rédige les édits royaux, c'est aussi la langue liturgique des Berbères citadins, c'est même la langue maternelle des Berbères citadins de la côte (jusqu'à l'époque vandale) et des derniers rois numides. Par exemple, le roi numide massyle Gaïa était fils du suffète d'Hippone (aujourd'hui Annaba, ex-Bône), et a eu l'aval de Carthage pour fonder un royaume situé entre le centre tunisien et le Rumel. Le phénicien a évolué localement pour donner le punique, c'est tout une nouvelle civilisation, une nouvelle culture et une nouvelle langue qui sont apparues, qui va donner beaucoup au berbère, notamment du vocabulaire maritime.
 En 146 av. l’ère commune, Carthage est défait par la République romaine, le latin remplace le punique dans son rôle avec le berbère, là aussi le latin va beaucoup influencer le berbère, à tel point que vers le 1er siècle de notre ère, le dialecte latin local se transforme en nouvelle langue qui va faire disparaître le berbère dans les zones les plus romanisées - on nomme cette langue le "roman africain". Cette langue est un syncrétisme entre le punique, le tamazight et le latin. Elle est parlée par les Africains (à ne pas confondre avec les Africains habitants de l'Afrique), ce sont les descendants des Phéniciens, et par les élites.
Au Ve siècle, l'Empire romain vacille, et les Vandales, peuple germanique, en profitent pour s'installer dans la province d'Afrique romaine et y fonder un royaume vers 436. Mais les Vandales sont impopulaires et des émeutes éclatent régulièrement. De petites principautés berbères se fondent à l'intérieur des terres. C'est le début de la renaissance linguistique du tamazight. Le roman d'Afrique disparaît petit à petit, puis les Byzantins, eux aussi impopulaires, ne vont presque rien laisser en héritage quel qu'il soit.
Au VIIe siècle, siècle de l'Islam et des conquêtes arabes, après les grandes révoltes de 739-743, du jour au lendemain, le berbère devient LA langue des Maghrébins, avec ses dialectes divers, même si l'arabe reste la langue des élites et du pouvoir. L'arabe a beaucoup influencé les dialectes berbères. La grande similitude linguistique de l'arabe avec le tamazight va jusqu'à transformer des dialectes berbères en dialectes arabes (comme celui de Bougie et celui de Jijel).

## Tifinagh

### Origines
Le premier alphabet pour transcrire le berbère est l'alphabet libyque.
Beaucoup de linguistes et d'historiens s'accordent à dire que le libyque (que les Touaregs appellent tifinagh) est à l'origine une variation locale de l'abjad phénicien, mais cette théorie est de plus en plus critiquée ces dernières années avec une nouvelle théorie. Du fait que le libyque ressemble plus à l'alphabet protocananéen, qui est le père des pères des alphabets, qu'au phénicien, et du fait que les Berbères ont eu des liens très tôt avec l'Égypte antique (où s'est développé l'alphabet protocananéen vers 1400 av. J-C), et que le support d'écriture se ressemble plus avec le protocananéen que le phénicien, l'alphabet libyque pourrait être un descendant direct du protocananéen.

### Utilisation
L'alphabet libyque a été utilisé comme abjad et non alphabet, il y avait trois variantes ; le libyque occidental (ou libyque maure), le libyque oriental (ou libyque numide), et le libyque du Sahara (que les Touaregs appellent tifinagh). De toutes les variantes, seul le tifinagh a subsisté, le libyque numide a disparu à l'époque romaine et le libyque maure est disparu au XVe siècle sur les îles Canaries, les Touaregs donnent en effet des pouvoirs magiques à leur écriture liée à la mythologie et aux croyances locales.
 Mais cette écriture est imparfaite, car les orthographes et les lettres varient d'une tribu à une autre, et, du fait de l'éloignement phonologique plus ou moins grand avec les dialectes de l'extrême nord, l'abjad tifinagh est inadapté à ces dialectes. Malgré tout ses soucis, en 1976 l'Académie berbère décide de standardiser le tifinagh, notamment en le transformant d'abjad, en alphabet uniformisé. Aujourd'hui, cet abjad millénaire réformé en alphabet n'est officiel qu'au Maroc, mais est utilisé partout dans le Monde berbère

## Alphabet arabe
Au début de l'islam au Maghreb, les Berbères kharidjites avaient besoin d'écrire des documents, du fait de l'émergence des madrassas, les kharidjites ont choisi l'alphabet arabe. Sans orthographe codifié jusqu'au XIXe siècle, les orthographes pouvaient être différentes d'un scribe a un autre ou même dans un seul livre. Beaucoup de lois locales et de traités religieux ont été traduits en berbère en alphabet oriental. En Algérie, la colonisation a brûlé des livres et des manuscrits et a fermé des zaouïas, seuls les Cadis, notaires berbères, les cheikhs, et certains administrateurs municipaux « indigènes » l'utilisent encore. Vu les différences orthographiques entre les scribes et les textes, René Basset (linguiste) publie en 1883 son manuel de la langue kabyle, où il met en scène un alphabet arabe codifié pour le kabyle. Au Maroc, la colonisation est bien plus tardive (1912), mais le désintérêt des tribus zénètes à l'écriture est un semi-obstacle, mais les tribus masmoudas du Souss ont une tradition écrite solide notamment via les écoles religieuses et les nombreux textes. Pendant la révolte du Rif, région zénète, Abdelkrim el-Khattabi défendra l'écriture du berbère en alphabet arabe. Aujourd'hui, l'écriture du berbère en caractères orientaux est sujet polémique, car trois camps s'affrontent, le camp occidentaliste, qui est pour l'alphabet latin, ce sont ceux qui ont le plus de poids envers l'opinion, bien qu'ils ne soient pas vraiment populaires, le camp conservateur, qui veut l'écriture en arabe, voire l'interdiction tout court du berbère, et le courant usagiste, qui est pour l'usage. En Algérie, la génération des années 1960 au début des années 1980 a tendance à écrire en alphabet arabe, alors qu'avec l'informatisation, les jeunes de la génération années 1990 écrivent le tamazight en caractères latins, sur les côtes (notamment pour le kabyle et le chenoui), et l'arabe est utilisé dans des régions conservatrices (comme le mozabite ou le chaoui), le tifinagh est assez utilisé dans les films, d'ailleurs, bien qu'en Algérie l'alphabet latin est officiel, les manuels scolaires de tamazight sont écrits avec ces trois écritures.

## Alphabet berbère latin
En 1860, sentant la nécessitée de franciser les Berbères, le Général Hanoteau établit une grammaire et un vocabulaire du kabyle en caractère latins, assez imparfaite.
 À partir du XXe siècle, de nombreux Berbères notamment kabyles sont instruits dans les écoles françaises, ils commencent à devenir d'ardents défenseurs de la langue berbère contre le français durant un premier temps, ceci notamment en écrivant des livres en langue française, ils commencent alors à vouloir codifier leur langue avec l'alphabet latin, comme le faisaient déjà les grandes universités occidentales en linguistique pour noter phonologiquement des langues locales des pays colonisés, en trouvant un argument; "le latin est l’écriture des pays développés, pour faire entrer le berbère dans cette révolution technologique, il faut la noter en caractères latins", ces "occidentalistes", à leur tête Mouloud Mammeri, feront tout pour que le tamazight soit reconnu en alphabet latin.
 Leurs aspirations sont récupérées par la jeunesse berbériste qui va se l'approprier, et faire pression sur le Gouvernement pour la reconnaissance du tamazight.
En 1995, le Gouvernement de Liamine Zeroual charge le Haut commissariat à l'Amazighité  de codifier une orthographe en caractère latin, celle ci est prête en 1996 et est rendue officielle avec le tamazight en 2003 et en 2016.

## Comparaison
Voici un tableau d'un texte kabyle écrit avec différents alphabets avec l'alphabet de René Basset, l'alphabet arabe utilisé dans les manuels scolaires algériens (A.A. dz), l'alphabet latin officiel en Algérie, et l'alphabet du général Hanoteau:
| Alphabet de R. Basset | A.A. dz | Alphabet officiel en Algérie | Alphabet d'Hanoteau | Français | Tifinagh  |
| --- | --- | --- | --- | --- | --------- |
| الحمد لله نك اوصلغ غر وذرار، ايبرذان ذيرثن، ثاسرذونت اينو اور ثزمر، اسيڢ يحمل. انسيغ غثلمثت، ابطيغ اغروم اذسين ايرݣازن ذى ڢڧيرن ذ مساڢرن اغڢيطرن انسن. ذݣيظ ثوّث الهوَا ياسِر، ذݣاث الصْباح ثفجيج. | لحمد الله نآك وصلآغ غآر ؤذرار، ئبريذن ذيريثن، ثاسرذونت-ينو ؤر ثزمير ارا، أسيف ئحمل آنسيغ غآر ثلآمآث، أبطيغ ذ-سين ئرڨازن ذ ئفآقيرن ذ ئمسافرن ئغفيطرن-نسن ذآڨ ئيظ توآث لآهوا ياسر، ذڨ أث صباح ثفچيچ. | Lḥamdullah Nekk wṣleɣ ɣer udrar ; ibriden d iriten ; taserdount-inu ur tezmir: asif yeḥmel; nsiɣ ɣer telammet, beṭṭiɣ (aɣrum), id sin irgazen d ifqiren d imsafren ɣef iḍaren-nsen. Deg iḍ, tewt-d lehwa yaser, deg at ṣbeḥ tefiğiğ. | El h’amdou lillah Nek auçeler' r’er oud’rar ; ibrd’en d’rithen; thaserd’ount inou our thezmir; asif iah’mel; ensir’ r’ Thelammeth; bei’t’ir' {ar’eroum) id’ sin irgazen d’ ifk’iren d’ imsaferen r’ef idharen ensen. D’eg idh thououeth elhaoua iaser; d’eggath eççebah’ thefidjidj. | Dieu Soit loué; Je suis arrivé au mont, les routes étaient boueuses, ma jument ne pouvait continuer, le fleuve était agité, alors j'ai dormi à l'écurie, je préparais du pain pour deux mendiants voyageurs. Pendant la nuit, la pluie s'est abattue fortement sur nous, le matin, elle s'était calmée. | ⵃⴰⵎⴷⵓⵍⵍⴰⵂ |